# Gongen

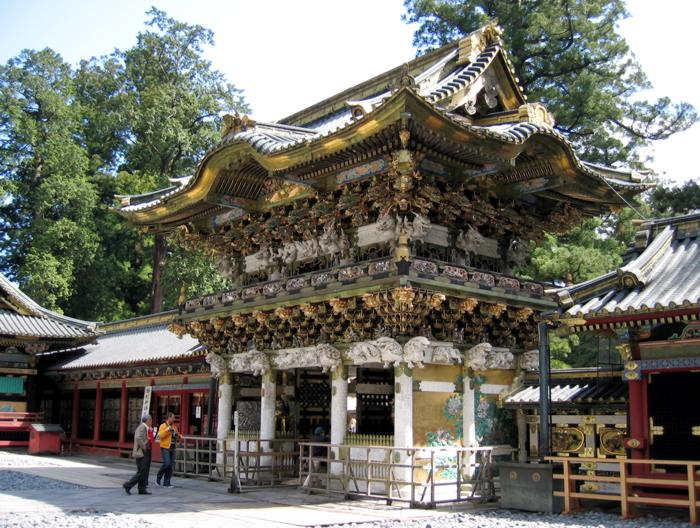
Nikkō Tōshō-gū vénère Tokugawa Ieyasu sous le nom posthume de Tōshō Daigongen.

Durant l'époque du shinbutsu shūgō (syncrétisme religieux des kamis et des Bouddhas) au Japon, un gongen (権現) est considéré être un kami japonais qui n'est autre que la manifestation locale d'un Bouddha indien, entité venue pour guider les Japonais vers le salut,. Les mots « gonge » (権化) et « kegen » (化現) sont synonymes de gongen. Le gongen shinkō (権現信仰, lit. « croyance aux gongen ») est la croyance en l'existence des gongen.
Le concept de gongen est la pierre de voûte de la théorie honji suijaku, selon laquelle des divinités bouddhiques indiennes choisissent d'apparaître aux Japonais en tant que kamis natifs dans le but de les sauver.

## Histoire

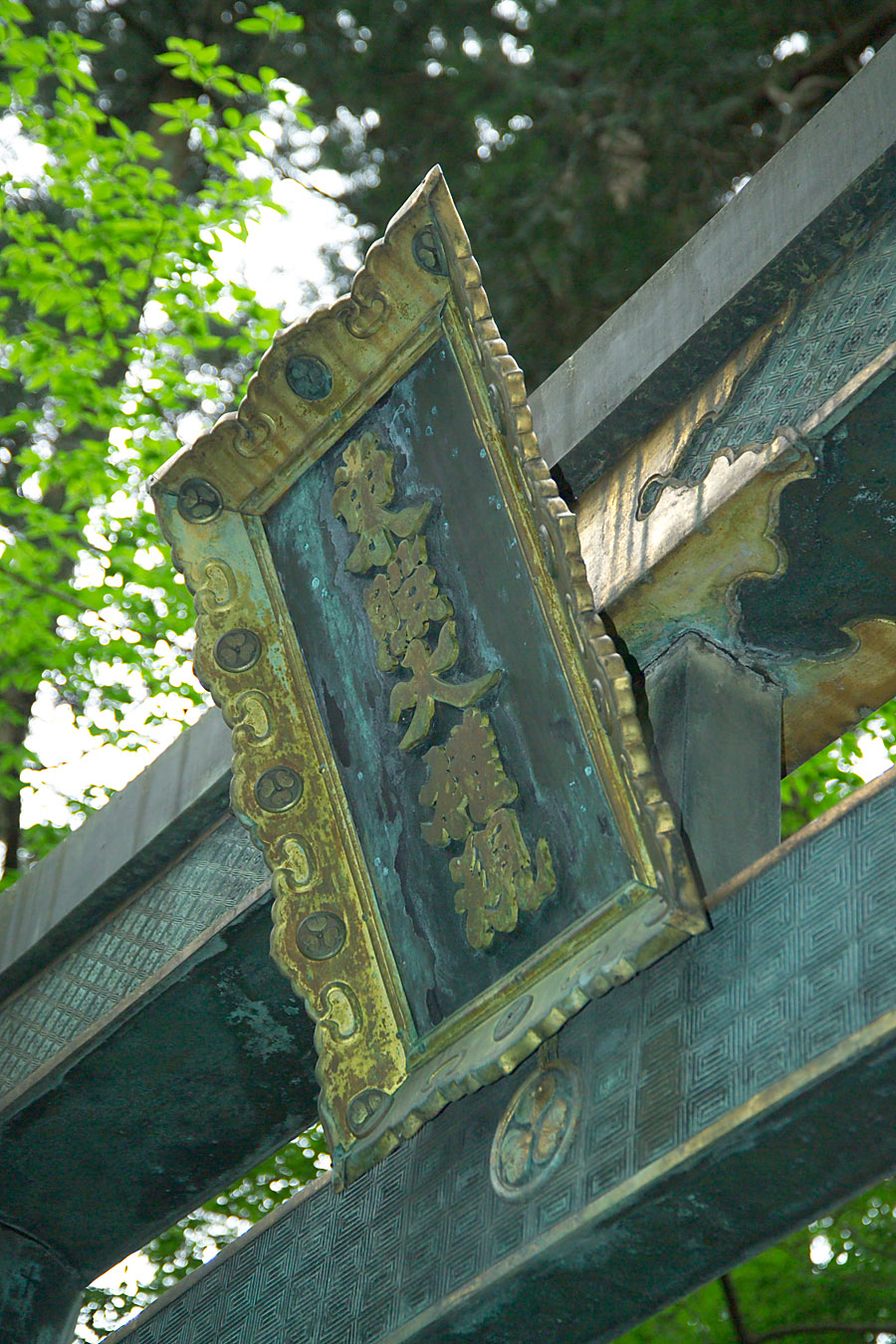
La tablette sur le torii du Nikkō Tōshō-gū porte l'inscription Tōshō Daigongen (« calligraphie par l'empereur Go-Mizunoo »).

On suppose parfois que le mot gongen provient de Tōshō Daigongen, le nom posthume de Tokugawa Ieyasu. Le terme est toutefois créé et commence à être utilisé au milieu de l'époque de Heian dans le but d'harmoniser le bouddhisme et le shintoïsme dans ce qu'on appelle shinbutsu shūgō, ou syncrétisme des kamis et des bouddhas. À cette époque, l'hypothèse que les kamis japonais et les bouddhas sont essentiellement les mêmes, évolue vers une théorie appelée honji suijaku (本地垂迹) qui tient que les kamis sont des manifestations (avatars) de Bouddhas, de bodhisattvas et d'autres divinités bouddhistes. La théorie s'étend progressivement à tout le pays et le concept de gongen, entité mixte composée d'un Bouddha et d'un kami, évolue. Sous l'influence du bouddhisme Tendai et du shugendō, le concept gongen est adapté aux croyances religieuses associées au mont Iwaki, un volcan, de sorte que le kami féminin Kuniyasutamahime est associé au Jūichimen Kannon Bosatsu (Kannon aux onze visages), le kami Ōkuninushi avec Yakushi Nyorai, et Kunitokotatchi no Mikoto avec Amida Nyorai.
Le titre gongen commence à être attaché aux noms des kamis et des sanctuaires sont construits dans les enceintes de grands temples bouddhistes afin d'y vénérer leurs kamis tutélaires. Pendant la période médiévale du Japon, les sanctuaires commencent à être appelés du nom de gongen afin de souligner leurs liens avec le bouddhisme. Par exemple, il existe encore dans l'est du Japon de nombreux sanctuaires Hakusan où le sanctuaire lui-même est appelé gongen ou jinja. Parce qu'elle représente l'application de la terminologie bouddhiste aux kamis shinto, l'utilisation du terme est légalement abolie par le gouvernement Meiji par la loi de séparation du shinto et du bouddhisme (神仏判然令, shin-butsu hanzenrei) et les sanctuaires commencent à s'appeler jinja.

### Gongendu Japon
- Izuna gongen (飯網の権現?). Aussi appelé Izuna Myōjin et vénéré au sanctuaire Izuna à Nagano, il est semblable à un tengu[5]. Certaines sources indiquent qu'il est une incarnation d'Inari, ce qui confère également des origines indiennes à ce dieu du riz. Tous les deux sont priés pour de bonnes récoltes et le succès dans les affaires en général.
- Izusan gongen (伊豆山権現?) ou Hashiri-yu gongen (走湯権現?). C'est l'esprit d'une source d'eau chaude à Izusan, une colline de la préfecture de Shizuoka[6].
- Kumano gongen (熊野権現?). Aussi connu sous le nom Kumano Sanzan (熊野三山?)[7]. Les kamis vénérés dans les trois grands sanctuaires Kumano sanzan sont les trois montagnes Kumano : Hongū, Shingū et Nachi[7].
- Seiryū gongen (清滝権現?). Vénéré au Jingo-ji de Takao comme kami tutélaire de la secte Shingon par Kūkai[8].
- Tōshō Daigongen. L'un des exemples les plus célèbres de gongen est le Tōshō Daigongen (東照大権現?), ou Tokugawa Ieyasu déjà mentionné, vénéré à titre posthume dans les sanctuaires appelés « Tōshō-gū », présents partout au Japon. L'original se trouve au Nikkō Tōshō-gū de Nikkō.
- Zaō gongen (蔵王権現?) ou Kongō Zaō Bosatsu (金剛蔵王菩薩?). Divinité vénérée essentiellement par la secte japonaise shugendō[9], il apparaît en fait aussi dans le sutra de la secte Kegon et le mandala de la secte Shingon. De façon générale, le shugendō est l'école panthéiste et pan-bouddhisme japonais par excellence, elle connaît tous les sutras et respecte toutes les divinités japonaises, dieux et bouddhas, pour leurs pouvoirs particuliers. Ainsi, aux croyants du zen, les yamabushi, récitent le sutra du cœur, et à ceux de Nichiren, ils récitent le sutra du lotus. Zaō joue un rôle de pierre de voûte, et sous son aspect courroucé, il a pour but de secouer les incrédules et de défendre le bouddhisme, il explique également dix étapes dans la carrière de Bodhisattva. Il était ainsi particulièrement respecté par les aristocrates de l'époque Heian.

## Gongen-zukuri

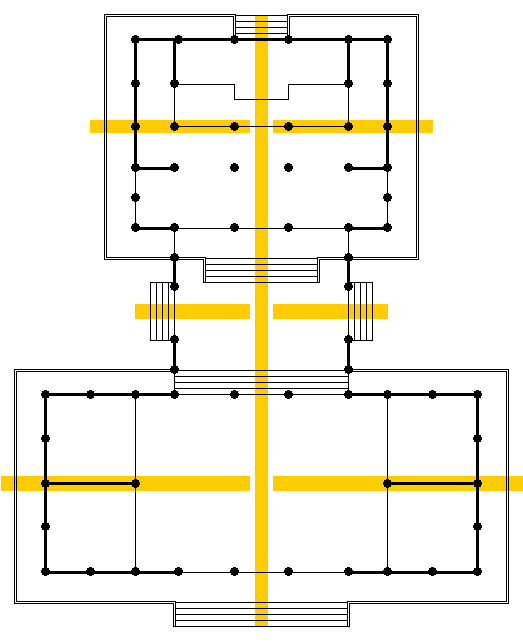
Plan d'un sanctuaire gongen-zukuri.

Gongen-zukuri (権現造) est le nom d'une structure d'un complexe sanctuaire shinto dans laquelle le haiden, ou bâtiment du culte, et le honden, sanctuaire principal, sont reliés sous un même toit en forme de H,. L'un des exemples les plus anciens de gongen-zukuri est le Kitano Tenman-gū à Kyoto. Le nom vient du Nikkō Tōshō-gū de Nikkō parce qu'y est vénéré Tōshō Daigongen et qu'il adopte cette structure.

## Source de la traduction
- (en) Cet article est partiellement ou en totalité issu de l’article de Wikipédia en anglais intitulé « Gongen » (voir la liste des auteurs).